# Trichomaris invadens
Trichomaris invadens är en svampart som beskrevs av Hibbits, G.C. Hughes & Sparks 1981. Trichomaris invadens ingår i släktet Trichomaris och familjen Halosphaeriaceae.   Inga underarter finns listade i Catalogue of Life.